# スコパス

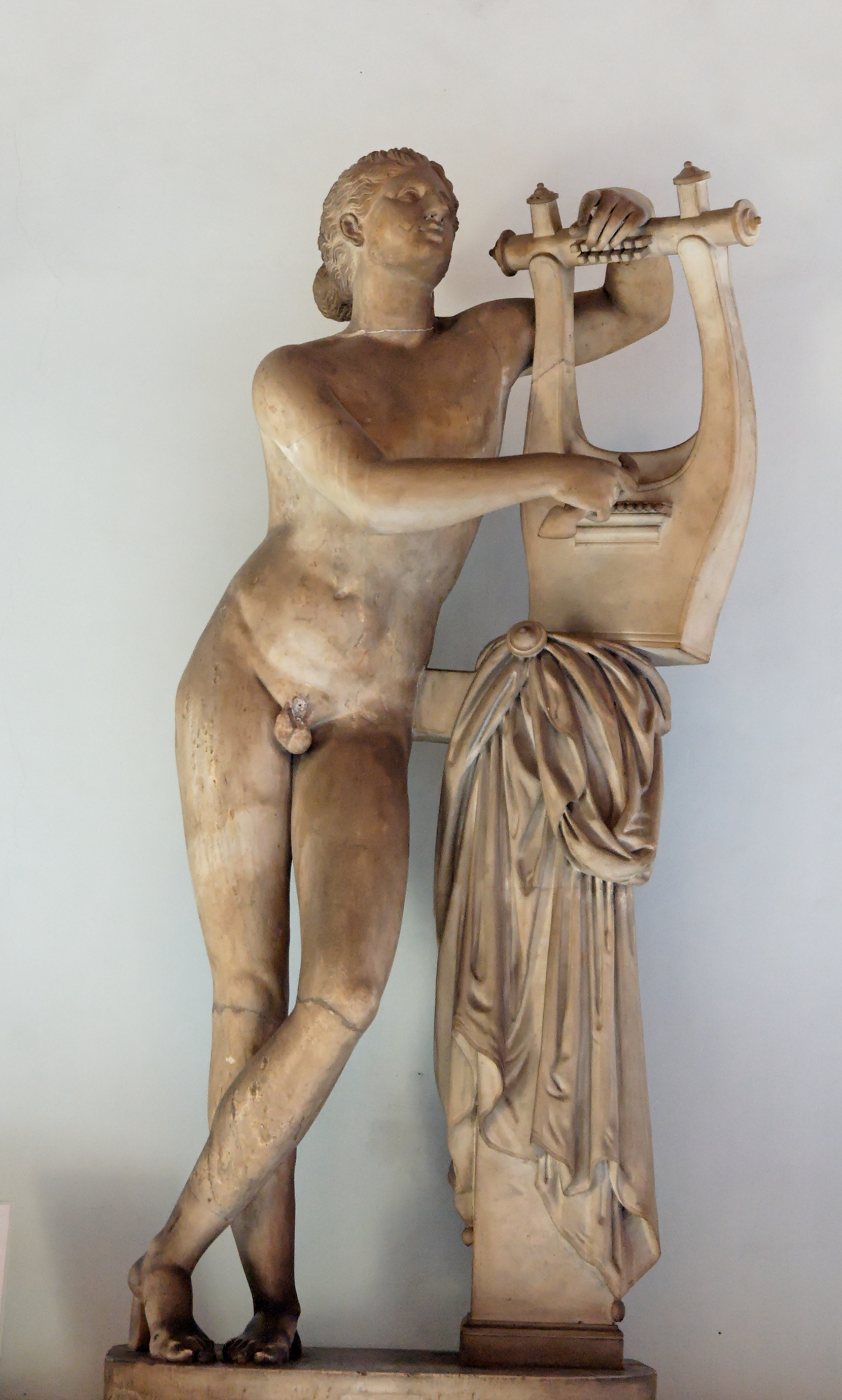
スコパス作『ポトス像』のローマの大理石の複製。ローマ、カピトリーノ美術館所蔵。

スコパス（独: Σκόπας, Skopas, 英: Scopas, 紀元前395年頃 - 紀元前350年）は、古代ギリシアの彫刻家、建築家。パロス島の出身。
スコパスはプラクシテレスと一緒に仕事をした。マウソロス霊廟の彫刻の一部、とくにレリーフはスコパスが制作したものである。テゲアに建てられたアテーナー・アレア神殿もスコパスの指揮で作られた。リュシッポスと同様、スコパスもギリシア・クラシック時代（en:Ancient Greek）の彫刻家ポリュクレイトスの後継者であった。
ほぼ正方形の顔、深く窪んだ目、わずかに開かれた口が、スコパスの人物彫像の特徴である。
スコパスの作品（複製）は、以下の場所にある。
- ロンドンの大英博物館 - 複数のスコパスの複製。
- アテネ国立考古学博物館 - テゲアのアテーナー・アレア神殿の断片。
- ローマ国立博物館 - 名高いLudovisi Ares（en:Ludovisi Ares、アレースの大理石像）
- 同じくローマのカピトリーノ美術館 - 『Apollo Citharoedus』として復原されたポトス（Pothos）像
- マサチューセッツ州ケンブリッジのフォッグ美術館 - メレアグロス像。

## 読書案内
- Andreas Linfert: Von Polyklet zu Lysipp. Polyklets Schule und ihr Verhältnis zu Skopas v. Paros. Diss. Freiburg i. B. 1965.
- Andrew F. Stewart: Skopas of Paros. Noyes Pr., Park Ridge, N.Y. 1977. ISBN 0-8155-5051-0
- Andrew Stewart: Skopas in Malibu. The head of Achilles from Tegea and other sculpures by Skopas in the J. Paul Getty Museum J. Paul Getty Museum, Malibu, Calif. 1982. ISBN 0-89236-036-4